# غسات
غسات هي قرية ريفية في إقليم ورززات ضمن جهة درعة تافيلالت بالمغرب. كان مجموع عدد سكان الجماعة القروية غسات 8.815 نسمة يعيشون في 1.233 أسرة.(تعداد السكان الرسمي 2004)